# Agama australská
Agama australská (Pogona vitticeps) je denní ještěr z čeledi agamovitých, jiným názvem agama vousatá. Má žluté, světle hnědé až hnědočervené zbarvení (v zajetí se vyskytují variety od čistě bílé, žluté až po sytě červenou). Je převážně hmyzožravá, ale část jídelníčku tvoří i rostlinná strava. Agama, stejně jako hadi, svléká při růstu svou kůži. Ne však v celku, ale po jednotlivých částech těla (v různém časovém odstupu – hlava, ocas, tělo, končetiny). Dosahuje velikosti až 60 cm a dožívá se 15–20 let. Pro svou klidnou povahu a vcelku nenáročnou péči (při dodržení několika málo podmínek) je oblíbeným domácím mazlíčkem.

## Ochrana
Agama australská je chráněna v Austrálii, odkud pochází. Neexistuje žádná jiná mezinárodní ochrana.

## Výskyt
Agama australská se ve volné přírodě vyskytuje pouze ve střední a jižní Austrálii. Vyhledává pouště a polopouště, buše a savany. Žije ve skupinách převážně na stromech a v horkých dnech se ukrývá ve stínu.

## Chov

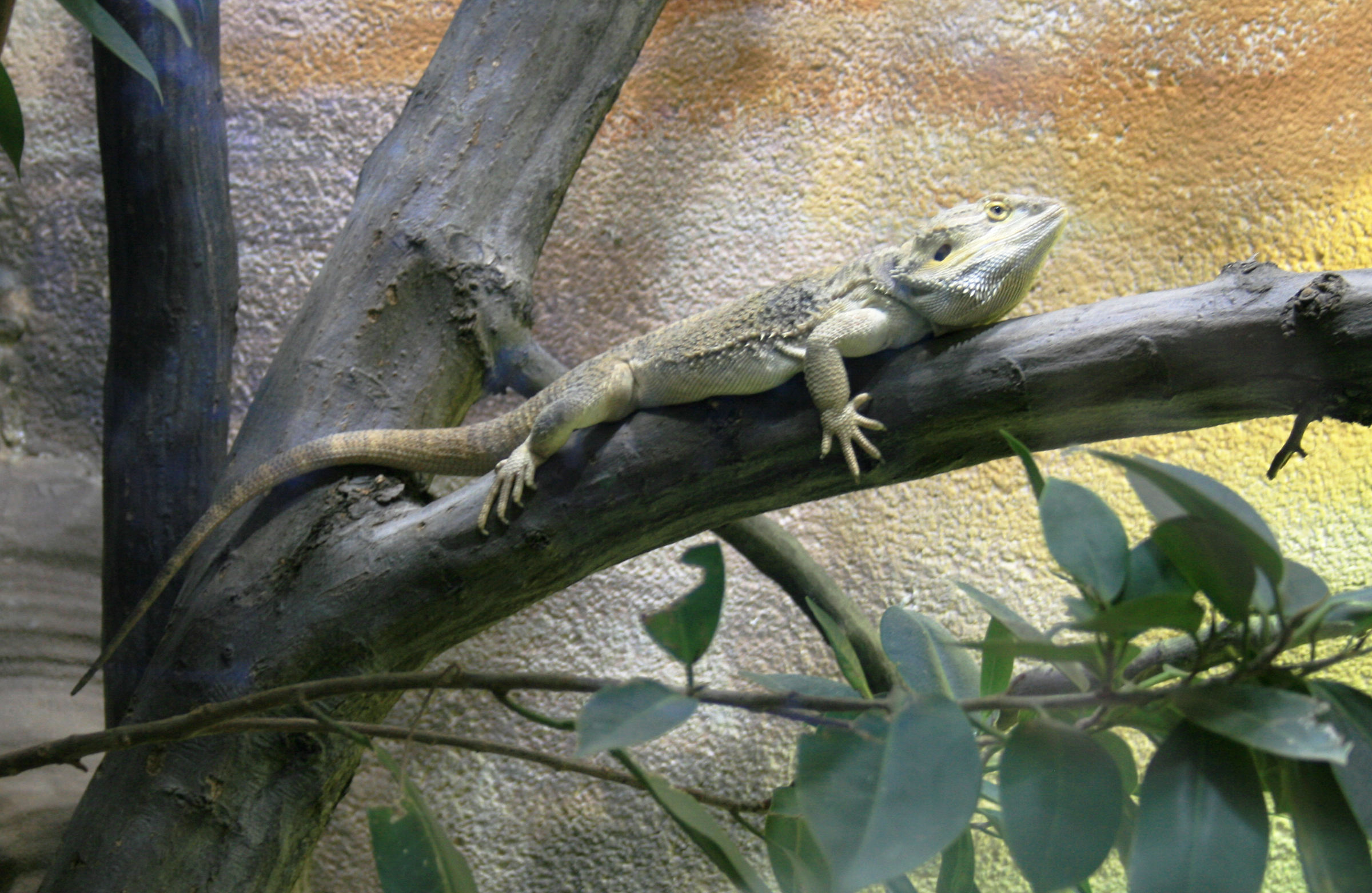
Zoo Dvůr Králové

Je to jeden z nejoblíbenějších terarijních mazlíčků kvůli klidné povaze a nenáročnosti. Kůže je pokryta ostrými šupinami ve tvaru bodlin. Při špatné náladě nebo během doby páření a naznačení dominance se kůže na krku napíná a bodliny zčernají a vypadají jako plnovous, odtud má také české pojmenování. 
Agamy jsou všežravci, lze je krmit hmyzem, květy pampelišek, podbělu a jinou zelenou stravou. Je třeba se vyvarovat nadýmavé zeleniny. Dospělým jedincům lze dávat i holátka myší. Veškerou potravu je vhodné obohacovat o vitamíny pro ještěry, hlavně mláďata potřebují více vápníku. 
V období rozmnožování jsou samci vůči sobě agresivní, proto by měl být chován jeden samec ve skupině samic, přičemž minimální počet samic jsou dvě. Obě pohlaví jsou si podobná, samci však mají výrazné zduřeniny pod ocasem v oblasti hemipenisů. 

Terárium pro agamy by mělo být nižší, ale za to delší. Doporučuje se pro jednu agamu velikost 100 × 50 × 50 cm (délka × výška × šířka). Do terária lze umístit umělé stěny a dekorace, po kterých mohou lézt, zároveň se o tyto předměty budou otírat a pomůže jim to k rychlejšímu svleku kůže. Jako substrát se používá jemný písek. Důležitá jsou světla, jedno slouží jako zdroj tepla a druhé je náhrada slunečního záření, to zajistí UVB žárovka, bez které nebudou mít agamy dostatek vitamínu D a nedokážou dobře zpracovat vápník; může se poté projevit křivice a jiná onemocnění. Lokální ohřev topným kamenem je možný, ale pozor na hlídání teploty. Měl by být vybaven termostatem, aby nedošlo k poranění zvířete, není to však nutnost. Rosí se dvakrát denně, a to ráno a večer, avšak jen na malou plochu, abychom byla zajištěna vlhkost kolem 40 %.

## Rozmnožování
Agama australská je druh s velkou reprodukční schopností. Samice snáší několik snůšek do roka, ve snůšce je 10 až 25 vajec s měkkou skořápkou. Inkubační doba je cca 60–70 dnů při teplotě 25–28 °C. Při chovu je inkubace vajec snadná, důležitý je pouze vhodný inkubátor a inkubační substrát. Pro snesení oplozených snůšek potřebují agamy klidové období v zimních měsících. Mláďata lze chovat i ve větších skupinkách, ale je nutné oddělit jedince, kteří se nedostanou k potravě, a hlídat, jestli si neokusují ocásky a prsty.